# Джера-д’Адда
Джера-д’Адда (итал. Gera d'Adda), также Гьяра-д'Адда (Gera d'Adda) — небольшой регион в Ломбардии.
Территория Джера-д'Адды, площадью 203,9 км² с населением в 112 817 человек (2016), представляет собой часть Ломбардской равнины, ограниченной рекой Адда на западе, рекой Серьо на востоке и Бергамским рвом на севере. На юге не имеет естественной границы. Существующая граница определена во времена Карла V и проходит по южным оконечностям муниципалитетов Ривольта-д’Адда, Пандино, Довера, Вайлате, Мизано-ди-Джера-д’Адда и Караваджо.
Административно регион разделен между провинциями Бергамо, Кремона и Милан. Район Джера-д'Адды отличается высоким плодородием, благодаря обилию источников хорошо орошается и является производителем  злаковых и кормовых культур.
В средние века Джера д'Адда входила в состав владений города Бергамо. Была предметом борьбы между Венецианской республикой и Миланским герцогством, в особенности во времена Филиппо Марии Висконти. После битвы при Аньяделло (1509), в которой Людовик XII разгромил венецианские войска, регион стал частью Миланского герцогства, судьбу которого в дальнейшем разделял.
Дважды Джера д'Адда была объединена с областью Лоди: в 1786—1791 годах, когда она входила в состав провинции Лоди австрийской Ломбардии, и в 1797—1798 годах, когда она была частью департамента Адда Цизальпийской республики. После Венского конгресса ее территория была разделена между провинциями Бергамо, Лоди и Крема Ломбардо-Венецианского королевства.